# 2-甲氧基苯甲酸
2-甲氧基苯甲酸是一种有机化合物，化学式为CH
3OC
6H
4CO
2H。它是无色固体，是甲氧基苯甲酸的同分异构体之一。
它的分子内氢键和作为底物参与的各种催化反应已得到充分研究。